# Daniel (песня Bat for Lashes)
«Daniel» — первый сингл британской исполнительницы Наташи Хан, выступающей под псевдонимом Bat for Lashes, с её второго студийного альбома Two Suns. На сегодняшний день это её самый продаваемый сингл в мире. Сингл вышел в формате digital download 1 марта 2009 года, и 6 апреля в формате 7" (грампластинка). Автором песни является Наташа Хан. В интервью для The Sun Хан рассказала, что «Daniel» рассказывает о вымышленном герое, в которого она была влюблена в юности. На обложке сингла Хан изображена в футболке с изображением Дэниэла ЛаРуссо, главного героя фильма Парень-каратист 1984 года. Би-сайдом сингла в формате 7" стала кавер-версия песни группы The Cure «A Forest».

## Критические отзывы
Digital Spy заявил, что «Daniel» — «возможно, самая своевременная вещь из записанных Хан. Звучащая в ключе „синти“ и мистически, наполненная поэтической лирикой о „мраморных кино небесах“ и „запахе золы и дождя“ песня практически смогла проложить путь к потерявшейся Стиви Никс из ранних 80х. Бархатный голос Хан, при этом, остаётся как всегда очаровательным, и есть надежда, что больше людей смогут услышать песню». NME пишет, что песня «оживляет призрачные воспоминания о её первой любви и звучит как песня Fleetwood Mac «Rhiannon», прокрученная через плачущий механизм андроида с разбитым сердцем». Gigwise сравнил песню с творчеством группы Empire of the Sun. Pitchfork Media поставила песне 9 баллов из 10, назвав песню «её [Наташи Хан] «Running Up That Hill». Pitchfork также поставил «Daniel» на 4 место в списке песен года.

## Список композиций
Интернет-сингл
| №  | Название | Длительность |
| -- | -------- | ------------ |
| 1. | «Daniel» | 4:09         |

7"
| №  | Название                              | Длительность |
| -- | ------------------------------------- | ------------ |
| 1. | «Daniel» (Cenzo Townshend radio edit) | 3:29         |
| 2. | «A Forest»                            | 3:09         |

Промо 12"
| №  | Название                                 | Длительность |
| -- | ---------------------------------------- | ------------ |
| 1. | «Daniel» (Duke Dumont Remix)             | 3:36         |
| 2. | «Daniel» (Death Metal Disco Scene Remix) | 6:50         |
| 3. | «Daniel» (Death Metal Disco Scene Dub)   | 5:46         |

## Видеоклип
Режиссёром видеоклипа «Daniel» стал Юхан Ренк, сам клип был запущен в ротацию в марте 2009 года. В клипе Наташу Хан похищают странные тёмные фигуры. Когда ей удаётся скрыться от них на машине, к ней проникает одна из теней, которую она сначала путает с Дэниэлом, героем песни. В конце клипа появляется настоящий Дэниэл.
На церемонии MTV Video Music Awards 2009 года «Daniel» была номинирована в категории Breakthrough Video. Видео заняло 11 место в списке клипов года журнала Spin Magazine.

## Позиции в чартах
| Чарт (2009)                    | Лучший результат |
| ------------------------------ | ---------------- |
| Belgian Singles Chart          | 47               |
| Belgian Singles Chart Ultratip | 22               |
| Italian Singles Chart          | 28               |
| UK Singles Chart               | 36               |

## Хронология релизов
| Страна         | Дата          | Лейбл      | Формат               | Каталог |
| -------------- | ------------- | ---------- | -------------------- | ------- |
| Великобритания | 1 марта 2009  | Parlophone | Цифровая дистрибуция |         |
| Великобритания | 6 апреля 2009 | Parlophone | 7"                   | R6768   |